# Alaska (Spiel)
Alaska ist ein Legespiel für 2 bis 4 Personen, das von dem Engländer Eric W. Solomon entwickelt wurde und 1979 beim Verlag Ravensburger erschien. Laut Angaben auf der Schachtel ist es geeignet für Spieler im Alter von 10 bis 99 Jahren und eine Partie dauert etwa 45 Minuten. Das Spiel stand auf der Auswahlliste zum Spiel des Jahres 1979.

## Hintergrund und Spielmaterial
Als das Regierungsprojekt „Alaska“ aufgegeben wird, bleiben auf einer Insel, die langsam vom Eis eingeschlossen wird, 56 Container zurück. Die Regierung überlässt die Bergung vier Firmen, nachdem ein  Beamter je 14 Container in den Farben der vier Firmen gekennzeichnet hat. Erst wenn der See zufriert, kann man mit Transportern über das Eis zur Insel gelangen. Die Mitarbeiter der vier um den See gelegenen Camps versuchen ihre Container zu holen, solange das Eis hält. Wenn das Eis schmilzt, werden die Wege gefährlicher und länger, bis gar kein Durchkommen mehr ist. Container, die liegen gelassen werden, können von fremden Transportern geraubt werden. Außerdem droht Gefahr von einem Eisbären.
Das Spielmaterial besteht neben der Spielanleitung aus einem Spielplan, 60 Eisschollen-Plättchen, 56 Holzcontainern, vier Transportfahrzeugen, einer Eisbärenfigur, 30 Eiskarten und 30 Ereigniskarten.

## Spielverlauf
Der rundenbasierte Ablauf gliedert sich für jeden Spieler stets in 3 Phasen:
1. Eisscholle legen (später – in der Tauphase – wegnehmen)
2. Ereigniskarte ziehen
3. die 3 Bewegungspunkte verbrauchen

Auf dem See des Spielbretts werden nach Spielbeginn durch die Spieler Eisschollen in Form von 6-eckigen Spielplättchen ausgelegt, wobei es 1er, 2er und zwei verschiedene 3er Eisschollen gibt. Die Art der Scholle wird durch eine Eiskarte angegeben. Jeder Spieler versucht, sich so einen Zugang zur in der Mitte befindlichen Insel zu schaffen, um von dort Container in sein eigenes Camp zu transportieren. Anschließend zieht er eine Ereigniskarte und lässt das dort abgebildete Ereignis (eines von sechs verschiedenen) geschehen: Container gefunden, verletzte Person, Containerraub, Nebel (verhindert Raub), Hubschraubereinsatz und Versetzen des Eisbären. Bestimmte Karten kann man aufheben und zu einem späteren Zeitpunkt einsetzen.
Nach und nach schafft man also Container seiner Spielfarbe ins Camp. Die Scholle, auf der sich der Eisbär befindet, kann nicht betreten werden. Ist der See vollständig zugefroren (sind alle Eisschollen gelegt), beginnt die Tauphase, in der die Schollen wieder abgeräumt werden. Das Spiel endet in der Runde, in der kein Weg mehr zur Insel führt.
Sieger des Spiels ist, wer bis Spielende die meisten Container in sein Camp bringen konnte.

## Versionen und Rezeption
Das Spiel Alaska wurde von dem englischen Spieleautor Eric W. Solomon entwickelt und erschien 1979 bei Ravensburger in einer multilingualen Version auf Deutsch, Niederländisch, Englisch, Französisch und Italienisch. Im gleichen Jahr wurde es in die Auswahlliste zum Spiel des Jahres aufgenommen und 1980 erschienen neben einer zweiten Ausgabe in Deutschland auch Versionen auf Schwedisch, Portugiesisch und Griechisch. 1981 erschien es zudem unter dem Titel „Goldrausch in Alaska mit Cronat Gold“ als Werbespiel für die Firma Jacobs in einer kleineren Verpackung mit einem vierteiligen Spielplan.